# Huub Jongen
Hubert (Huub) Jongen was een Nederlands ambtenaar en politicus.
Huub Jongen was een zoon van de lokaal ondernemer Jan Jongen en Hubertina Ackermans. Hij volgde, na een jaar priesteropleiding bij de Montfortanen, de Hogereburgerschool in Heerlen, maar maakte deze niet af omdat zijn vader overleed.
Vervolgens werd Jongen aangenomen als ambtenaar bij de gemeente Klimmen, en na twee jaar werd hij ambtenaar bij de staatsmijnen, waar hij uiteindelijk zou opklimmen tot materiaalopzichter. Tijdens de Tweede Wereldoorlog was hij actief in het lokale verzet, en hij werd in 1945 vervolgens benoemd in de Tweede Kamer der Staten-Generaal van het Noodparlement. Daar was hij geen opvallend kamerlid, en in 1946 stelde hij zich niet herkiesbaar, mede omdat zijn werk als mijnopzichter beter betaalde.
Het betekende wel het begin van een carrière van twintig jaar in de provinciale en regionale politiek, aangezien hij in 1946 in zowel de Provinciale Staten als de gemeenteraad werd gekozen. Hij stelde zich in dat jaar ook verkiesbaar voor de Eerste Kamer der Staten-Generaal, maar werd daar niet gekozen als vierde op de lijst voor Limburg.
Jongen was fractievoorzitter van de KVP-fractie in Heerlen en fractiesecretaris in de Provinciale Statenfractie. In 1959 werd de zittende wethouder Beenen beticht van onjuiste declaraties, en volgde Jongen hem vervolgens op. Hij zou nog tot 1966 regionaal politiek actief blijven. Bij zijn afscheid werd hij benoemd tot Ridder in de Order van de H. Sylvester.